# Nectophrynoides viviparus
Nectophrynoides viviparus é uma espécie de sapo da família Bufonidae. Ele é endêmico na Tanzânia. Seu habitat natural são as florestas úmidas montanhosas tropicais e subtropicais, pradarias em altitude elevada em áreas tropicais e subtropicais, terra arável e jardins rurais. Está ameaçado com a perda do seu habitat.